# Іннях
Іннях (рос. Иннях) — село у Дельґейському наслезі Ольокмінського улусу в Республіці Саха (Якутія), Росія.

## Географія
Розташоване на лівому березі річки Лени, у 127 км на північний захід від райцентру міста Ольокмінська.

## Населення
Чисельність населення за переписом 2010 року — 103 особи. У 2002 році населення села становило 118 осіб.

## Історія
Засновником села Іннях були Кузьма з села 1-й Нерюктяй якут та його дружина Тетяна — донська козачка.

## Інфраструктура
У селі є клуб, початкова загальноосвітня школа, заклади охорони здоров'я та торгівлі.
Транспортний зв'язок здійснюється повітряним, наземним та річковим шляхами.

## Відомі уродженці
- Ігор Семак — український скульптор, член Національної спілки художників України з 2006 року[2].